# Fontainea
Fontainea es un género perteneciente a la familia de las euforbiáceas con nueve especies de plantas. Se encuentran en Australia (6 spp.), Nueva Caledonia y Vanuatu (1 sp.), Y Papúa Nueva Guinea (2 spp.).

## Taxonomía
El género fue descrito por Édouard Marie Heckel y publicado en Etude au point de vue botanique et thérapeutique sur le Fontainea pancheri (nobis) 9. 1870. La especie tipo es: Fontainea pancheri

## Especies
| - Fontainea australis - Fontainea borealis - Fontainea fugax - Fontainea oraria - Fontainea pancheri | - Fontainea picrosperma - Fontainea rostrata - Fontainea subpapuana - Fontainea venosa |